# 730 (szám)
A 730 (római számmal: DCCXXX) egy természetes szám, szfenikus szám, a 2, az 5 és a 73 szorzata.

## A szám a matematikában
A tízes számrendszerbeli 730-as a kettes számrendszerben 1011011010, a nyolcas számrendszerben 1332, a tizenhatos számrendszerben 2DA alakban írható fel.
A 730 páros szám, összetett szám, azon belül szfenikus szám, kanonikus alakban a 21 · 51 · 731 szorzattal, normálalakban a 7,3 · 102 szorzattal írható fel. Nyolc osztója van a természetes számok halmazán, ezek növekvő sorrendben: 1, 2, 5, 10, 73, 146, 365 és 730.
Tizennyolcszögszám.
A 730 négyzete 532 900, köbe 389 017 000, négyzetgyöke 27,01851, köbgyöke 9,00411, reciproka 0,0013699. A 730 egység sugarú kör kerülete 4586,72527 egység, területe 1 674 154,725 területegység; a 730 egység sugarú gömb térfogata 1 629 510 599,1 térfogategység.